# Androsace helvetica
Androsace helvetica är en viveväxtart som först beskrevs av Carl von Linné, och fick sitt nu gällande namn av Carlo Allioni. Androsace helvetica ingår i släktet grusvivor, och familjen viveväxter. Inga underarter finns listade i Catalogue of Life.

## Bildgalleri

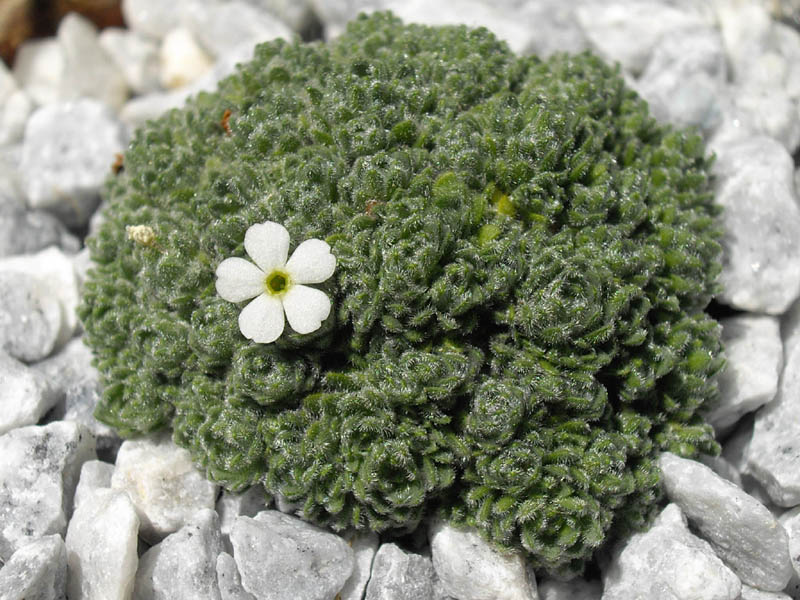
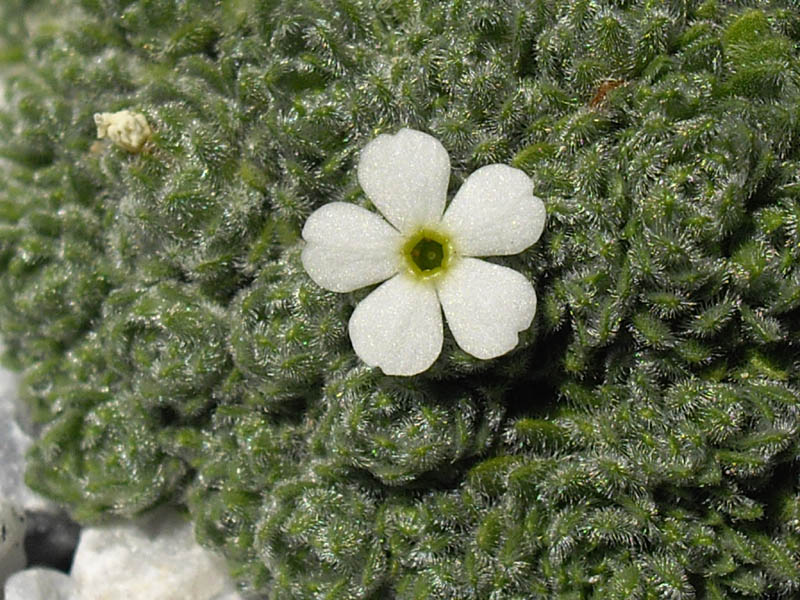
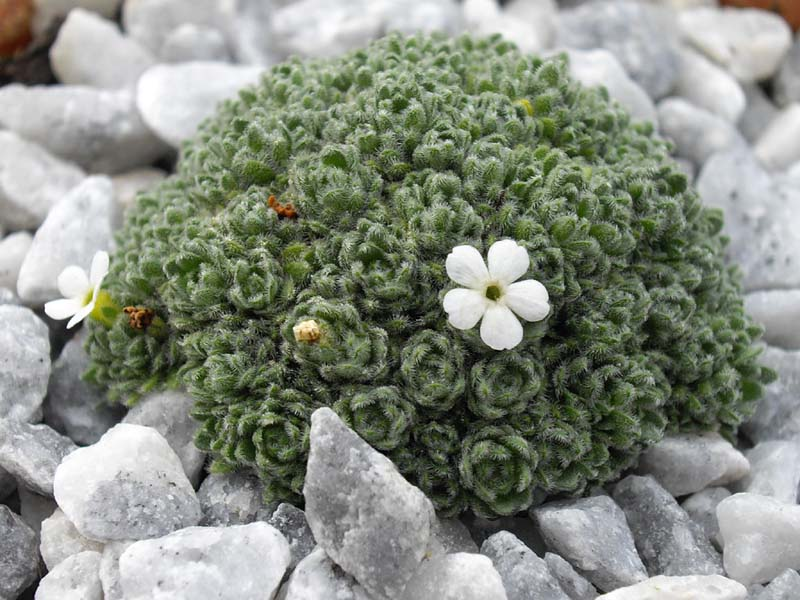
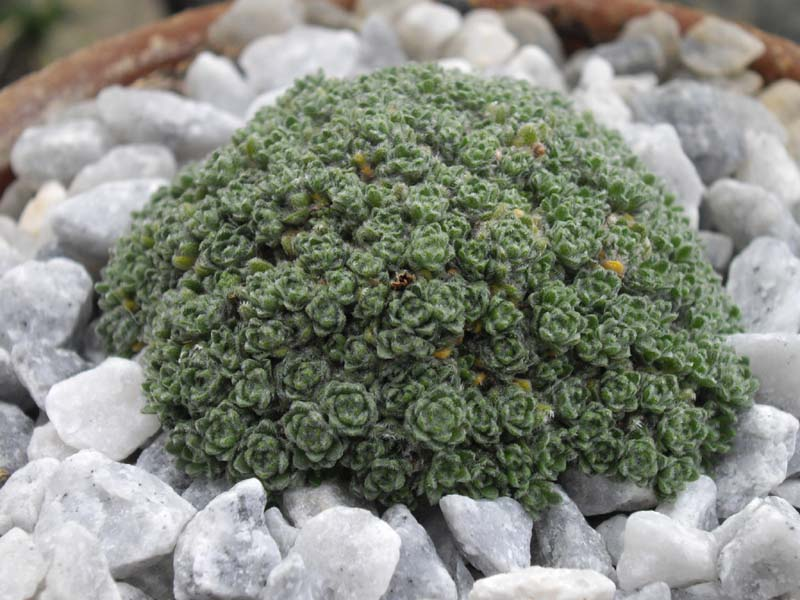
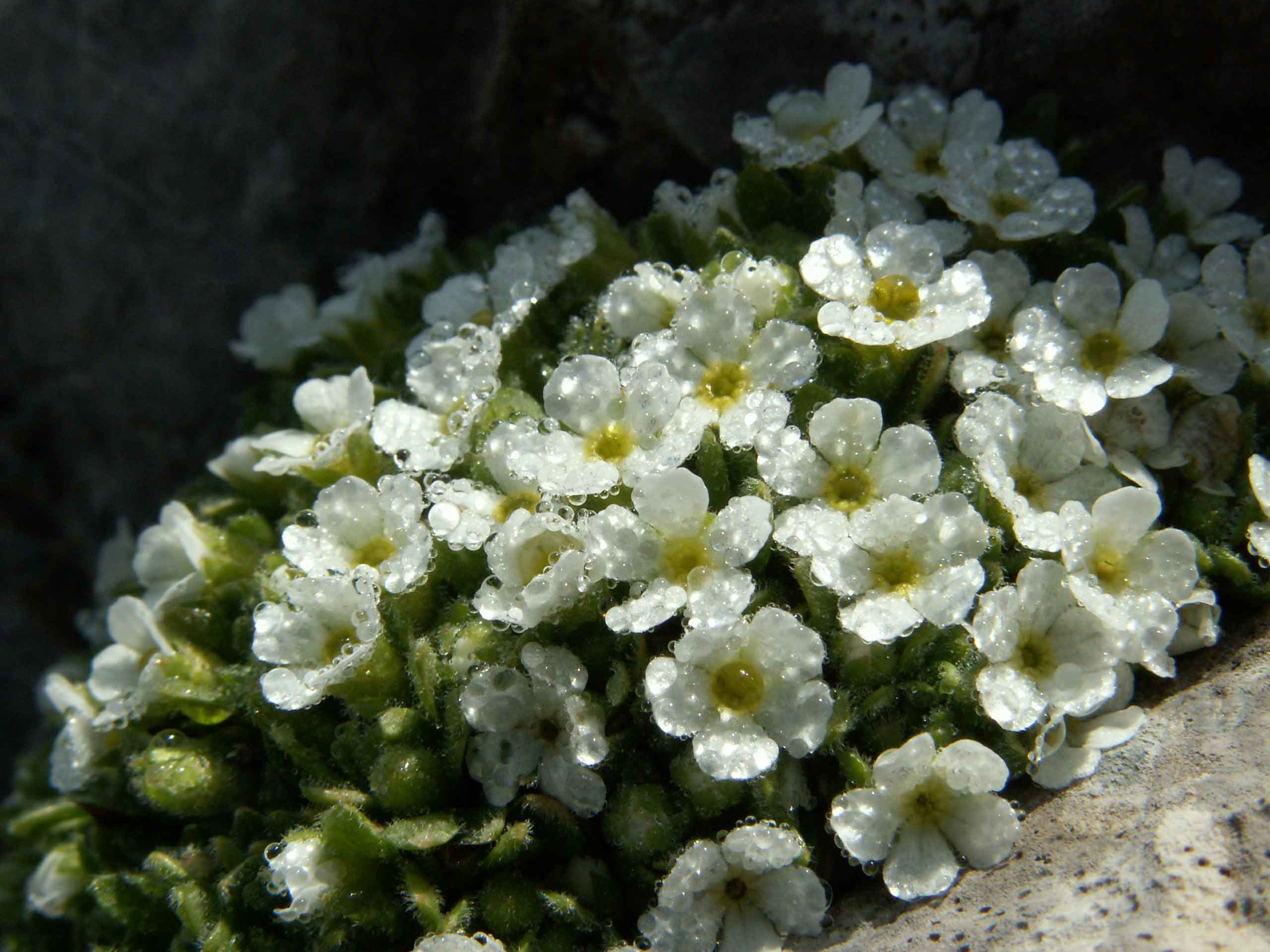
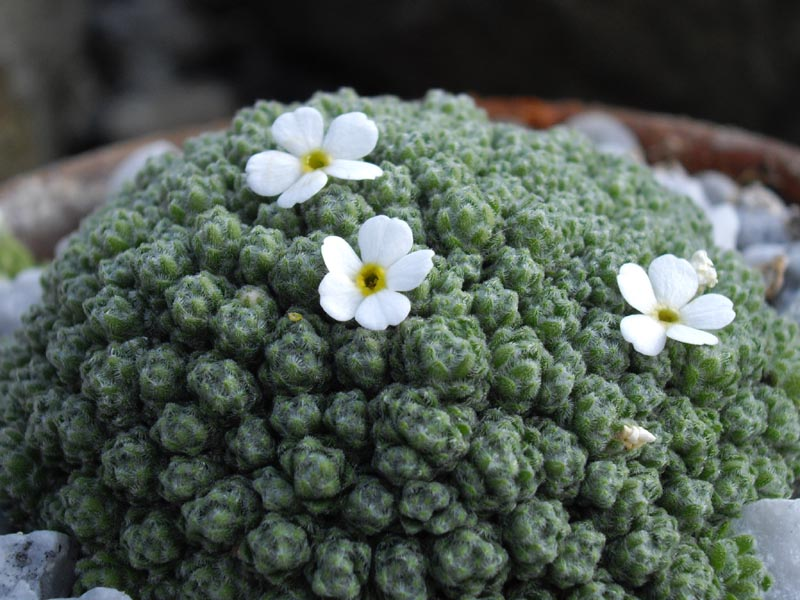